# 康虎景
康 虎景（カン・ホギョン、朝鮮語: 강호경）は、『高麗史』や『編年通録』など朝鮮史書において遡ることができる高麗の初代王王建の最古の先祖であり、王建の7代先祖である。朝鮮の氏族の信川康氏の始祖である。
康虎景は、中国陝西省京兆郡出身の康叔の次男の67代子孫である。

## 生涯
高句麗の流浪出身で聖骨将軍と称していた。ある日康虎景が、平那山に狩りに行くと山神と出会い、山神が「結婚して、2人で神権政治を治めましょう」と持ち掛ける。康虎景は、もともと妻がいて、妻のことが忘れられず夢の中で訪ねて、妻が身ごもった。そこで生まれたのが康忠である。 

## 家系
中国陝西省京兆郡出身の康叔の次男の67代子孫の康虎景の息子の康忠は、伊帝建と康宝育をもうける。康宝育は姪の徳周を娶り、康辰義をもうけ、その康辰義と中国人とのあいだに生まれたのが王帝建である。王帝建の父は唐の皇族で、『編年通録』と『高麗史節要』では粛宗、『編年綱目』では宣宗である。父の中国人が新羅に来た時に、康宝育の娘の康辰義との間に王帝建は生まれた。王帝建は、父を探しに唐に行くため黄海を渡河していた途上、西海龍王の娘の龍女（後の元昌王后）と出会い、王帝建は、西海龍王の娘の龍女（後の元昌王后）の駙馬となる。『聖源録』によると、西海龍王の娘の龍女（後の元昌王后）というのは、中国平州出身の頭恩坫角干の娘のことである。そして王帝建と西海龍王の娘の龍女（後の元昌王后）との間に息子の王隆が生まれる。その王隆の息子が高麗の初代王王建である。

## 備考
前述したように唐人の家系の出身であるが、王建の活躍を描いた韓流ドラマ『太祖王建』には、王建の父・王隆が「先祖は彼（張保皐）とともに唐から新羅に渡ってきた」と王建に語るシーンがある。

## 家族
- 子：康忠
  - 孫：伊帝建・康宝育
    - 曾孫娘：康辰義